# Kepler-80 g
Kepler-80 g est une exoplanète orbitant autour de l'étoile Kepler-80, elle a été découverte en 2017. Cette exoplanète fait à peu près la taille de la Terre mais n'est probablement pas habitable.

## Découverte
L'exoplanète a été découverte le 14 décembre 2017 par la NASA et Google. Elle a été découverte avec le télescope spatial Kepler à l'aide de l'intelligence artificielle de Google qui a analysé les données grâce à l'apprentissage automatique. Ensuite, après sa découverte, la NASA et Google ont organisé une conférence sur la découverte de cette exoplanète,.